# Мамедов, Эльмаддин Азад оглы
Эльмаддин Азад оглы Мамедов (азерб. Məmmədov Elməddin Azad oğlu; 9 октября 1995, Баку, Азербайджан) — азербайджанский футболист, вратарь клуба «Мурас Юнайтед». Защищал цвета юношеских (до 17 и до 19 лет) и молодёжной сборных Азербайджана.

## Клубная карьера
Эльмаддин Мамедов родился 9 октября 1995 года в Баку. В 2003—2014 годах обучался в средней школе № 247 г. Баку. Футболом начал заниматься в возрасте 9 лет, в детской футбольной школе клуба АЗАЛ, воспитанником которого и является.
Профессиональную карьеру футболиста начал в дублирующем составе ФК АЗАЛ в 2011 году. В 2013 году перешёл в клуб «Баку», где провёл пол сезона. В 2015—2016 года в течение одного сезона выступал в клубе азербайджанской премьер-лиги «Зиря» ФК. После возвращения из Кыргызстана в Баку, в 2017 году пол сезона провёл в Первом дивизионе чемпионата Азербайджана, в клубе «Сабах».
В 2016—2017 года впервые в карьере становится легионером. Подписав годовой контракт с клубом Премьер-лиги Кыргызстана — «Алга» ФК. Проводит одну игру также в Кубке Кыргызстана.
В сезоне 2018/19 годов провёл один сезон в клубе первой грузинской лиги — «Спартак-Цхинвали». Сыграл в чемпионате 8 игр. Провёл одну игру также в Кубке Грузии.
В 2019—2020 в течение четырёх месяцев выступал в составе команды «Сент-Эндрюс» в высшем дивизионе чемпионата Мальты.
В 2020 году стал первым азербайджанским футболистом, подписавшим контракт с мальдивским клубом «ТС Спортс Клаб».

## Карьера в сборной
Имеет опыт выступления за юношеские сборные Азербайджана до 15, 17 и 19 лет а также за молодёжную сборную Азербайджана до 21 года.
Дебютировал в составе юношеской сборной Азербайджана до 19 лет 22 марта 2013 года в товарищеском матче против юношеской сборной Эстонии до 17 лет. Провёл на поле все 90 минут матча.